# Nagua Alba
Nayua Miriam Goveli Alba, més coneguda com a Nagua Alba (Madrid, 16 de març de 1990) és una psicòloga especialitzada en psicologia de l'educació i política basca, diputada de Podem al Congrés per Guipúscoa des de l'XI Legislatura Espanyola. És la Secretària General de Podem Euskadi des del març de 2016.

## Orígens
Nascuda a Madrid, és de mare espanyola i pare egipci. És neboda del filòsof Santiago Alba Rico, neta de la cineasta Lolo Rico i besneta del president de les Corts republicanes Santiago Alba Bonifaz.
Llicenciada en psicologia per la Universitat del País Basc amb un màster en psicologia de l'educació per la Universitat Autònoma de Madrid. També ha cursat estudis superiors a la Universitat de Viena. Parla castellà, basc, anglès, alemany i italià.
Va iniciar la seva carrera professional treballant en col·lectius en risc d'exclusió, especialment amb nens, a més de fer tasques d'intervenció familiar i formació audiovisual crítica a nens, adolescents i persones amb discapacitat.
Va ser activista de Joventut sense Futur lluitant contra la precarietat econòmica i social de la joventut espanyola en el marc del moviment 15M.

## Trajectòria política i institucional
Forma part d'Ara Podem des dels seus inicis el 2014 i és membre del consell ciutadà estatal de Podem, on ha estat responsable de coordinació de xarxes territorials. No obstant això, fins a la campanya de les eleccions generals de 2015 no va tenir rellevància pública al País Basc i, de fet, no va participar en la fundació de Podem Euskadi, ni a nivell municipal ni en l'àmbit autonòmic, encara que era una de les poques militants del País Basc amb pes en la direcció estatal.
Es va presentar a les eleccions generals de 2015 amb Podem encapçalant la llista per Guipúscoa i va obtenir acta de diputada per aquesta circumscripció. Es va convertir en la segona diputada més jove de l'XI Legislatura Espanyola Al Congrés de Diputats és vocal de la comissió d'Educació i Esport, de la comissió d'Igualtat i portaveu de la Comissió per a les Polítiques Integrals de la Discapacitat.
El març de 2016 va ser triada secretària general de Podem al País Basc. La seva candidatura com a cap de la llista Aurrera Begira va guanyar les primàries amb 1076 vots, el 36,67% dels 3023 vots emesos, d'un cens de 14.865 inscrits. Ho va fer per davant de Pilar Garrido, de Kaliangora, agrupats entorn de Roberto Uriarte, que va dimitir el novembre de 2015 per discrepàncies amb la direcció nacional, amb una llista que va aconseguir 943 vots (32,21%). En tercer lloc, es va situar Neskutz Rodríguez, de Zurekin, amb 707 vots (24,1%). Després de la victòria, Kaliangora va remetre un comunicat anunciant que reclamaria una auditoria externa per verificar el correcte desenvolupament del procés i dels resultats a causa del vot telemàtic que, considera que "no garanteix la transparència del procés".
Alba i la seva candidatura comptaven amb l'aval de l'aparell del partit, principalment d'Íñigo Errejón i de la secretaria d'organització, liderada llavors per Sergio Pascual.